# موزس اتده
موزس اتده (عربی: موزيس أتيدي جونا؛ زادهٔ ۱۷ دسامبر ۱۹۹۷) بازیکن فوتبال متولد نیجریه اهل بحرین است.
وی همچنین در تیم ملی فوتبال بحرین بازی کرده‌است.